# 白井厚
白井 厚（しらい あつし、1930年4月15日 - 2025年3月9日）は、日本の社会思想史家。慶應義塾大学名誉教授。経済学博士。妻の白井尭子も社会思想史家。

## 経歴
1930年、東京府に生まれる。戦時中の学徒動員などの経験を経て旧制麻布中学卒業後、1948年、慶應義塾大学経済学部予科に入学。翌年同大学同学部（新制）に入学。社会思想史の平井新、経済学史の高橋誠一郎を師と仰ぐ。その後、同大学大学院経済学研究科の修士課程・博士課程で学び、1958年3月、博士号を取得。そのまま慶應義塾大学経済学部に採用され、1996年まで40年にわたって教壇に立つ。その間、1974年-1975年にはアメリカのバージニア大学、1990年-1991年にはイギリスのオックスフォード大学で研究したほか、外遊経験多数。ロバアト・オウエン協会、日本18世紀学会、日本協同組合学会、社会思想史学会など多くの学術団体の創立にもかかわった。慶應義塾大学退職後は、帝京平成大学で教鞭を執った。

## 研究
英米の社会思想史が専門。イギリス・アナキズムの思想家ウィリアム・ゴドウィンの研究から出発。さらにゴドウィンの妻メアリ・ウルストンクラフトの研究を通じて女性解放思想史の研究も開始する。これらと並行して、ロバート・オウエンおよび協同組合主義の研究を行う。1970年代以降、アメリカ社会思想史の研究にも手を広げ、オウエン派やシェイカー教徒の建設した歴史的共同体の研究やアメリカ合衆国第3代大統領ジェファソンの研究を行った。
1990年代から慶應義塾大学のゼミナールの学生と共同で、戦争経験を語り継ぐ作業を続ける。慶應義塾大学退職後も大学正門前に研究室を借りて研究を続け、文書、遺跡、当事者たちの証言などを通じて当時の慶應義塾大学の学生たちの戦争経験を掘り起こす貴重な記録を多数公刊している。

## 著作
- 『ウィリアム・ゴドウィン研究』未來社 1964。増補版、1972年
- 『オウエン』牧書店 1965
- 『「空想より科学へ」講義』未來社 1967
- 『社会思想史--古代・中世』慶應通信 1970
- 『社会思想史論集』長崎出版 1978
- （白井尭子と共著）『アメリカ--教育・女性・歴史』長崎出版 1980
- （白井尭子と共著）『女性解放論集』慶應通信 1982
- 『社会思想史断章』日本経済評論社 1989
- （編著）『慶應義塾労働組合 1962-1963』私家版 1989
- （渡辺美津子と共編）『慶應義塾労働組合三田支部 1977-1978』私家版 1989
- 『協同組合論集』慶應通信 1991
- （白井尭子と共著）『オックスフォードから』日本経済評論社 1995
- （編著）『大学とアジア太平洋戦争--戦争史研究と体験の歴史化 白井厚教授退職記念論文集』日本経済評論社 1996
- （監修）『太平洋戦争と慶應義塾--共同研究』慶應義塾大学出版会 1999
- （編著）『いま特攻隊の死を考える』岩波ブックレット 2002
- （浅羽久美子、翠川紀子と共編）『証言太平洋戦争下の慶應義塾』慶應義塾大学出版会 2003
- （監修）『フィールドワーク日吉・帝国海軍大地下壕--学び・調べ・考えよう』平和文化 2006
- 『大学における戦没者追悼を考える』慶應義塾大学出版会 2012

### 翻訳
- ジョージ・ウドコック『アナキズム』1・2、紀伊國屋書店 1968
- ウィリアム・ゴドウィン（白井尭子と共訳）『メアリ・ウルストンクラーフトの思い出--女性解放思想の先駆者』未來社 1970
- ウィリアム・ゴドウィン『政治的正義（財産論）』陽樹社 1973
- ロバアト・オウエン「社会にかんする新見解」『世界の名著』42、中央公論社 1980